# مارك سلون
مارك سلون (بالإنجليزية: Mark Sloan)‏ هو مصارع محترف بريطاني، ولد في 7 يوليو 1978 في بورتسموث في المملكة المتحدة.

## روابط خارجية
- مارك سلون على موقع CageMatch worker (الإنجليزية)